# Pierre Adrien Reuchlin
Pierre Adrien Reuchlin (Rotterdam, 29 april 1803 - Tiel, 31 januari 1868) was een Nederlands ondernemer en politicus.

## Leven en werk
Reuchlin was een zoon van huisleraar en wijnkoper Jean François Charles Reuchlin (1762-1816) en Catharina Borsje (1778-1863). Hij trouwde in 1826 met Christine Henriette Remy (1804-1868). Zij kregen vijf kinderen, van wie vier zeer jong gestorven zijn.
In 1833 stichtte hij samen met P.H. Tydeman en H. van Wessem de Nederlandsche Maatschappij van Brandverzekering, een van de krachtigste brandverzekeringsmaatschappijen van het land. Hij trad op als eerste directeur; na zijn overlijden werd hij opgevolgd door zijn schoonzoon Meinard Tydeman (1827-1906).
Bij koninklijk besluit van 1 augustus 1841 werd Reuchlin ingelijfd in de Nederlandse adel.
Van 1851 tot 1853 en van 1865 tot 1868 was hij lid van de gemeenteraad van Tiel; op 15 januari 1853 werd Reuchlin door minister Thorbecke tot burgemeester van Tiel benoemd, in 1865 diende hij zijn ontslag in.
Van 5 juli 1859 tot zijn dood was hij lid van Provinciale Staten van Gelderland. In 1861 was hij voorzitter van de Commissie voor den Watersnood te Tiel, en ontving daarvoor het door Koning Willem III ingestelde ereteken voor 'hen die in het land van Maas en Waal, bij gelegenheid van den watersnood van 1861 door ijver, moed, beleid en zelfopoffering hebben uitgemunt'.